# Operacja Bioscop
Bioscop – operacja wojskowa czechosłowackiego ruchu oporu na terenie Protektoratu Czech i Moraw podczas II wojny światowej.

## Uczestnicy operacji
- starszy sierżant Bohuslav Kouba (ps. Karel Táborský)[1]
- sierżant Josef Bublík (ps. Josef Sedláček, Josef Páter)
- sierżant Jan Hrubý (ps. Jan Zeman, Jan Baťovec)

## Cele operacji
Zadaniem oddziału było wraz z członkami grupy Bivouac prowadzenie akcji sabotażowych na terenie Moraw zlecanych przez grupę Zinc. Jednakże po otrzymaniu przez dowództwo operacji specjalnych 23 kwietnia 1942 o zdradzie członka Zincu – Viliama Gerika, który 8 kwietnia zgłosił się z własnej woli na Gestapo, grupę skierowano na adresy kontaktowe grupy Silver-A.

## Przebieg operacji
27 kwietnia 1942 oddział został zrzucony na spadochronach na teren Protektoratu Czech i Moraw w pobliżu Křivoklátu. W pobliżu miejsca lądowania na terenie gminy Požáry grupa ukryła ładunki wybuchowe zrzucone wraz z nimi na spadochronach z założeniem powrotu po nie w terminie późniejszym i udała się do Pragi. W mieście Kouba odnalazł Adolfa Opálkę. Następnie, 30 kwietnia dwa dwuosobowe zespoły wróciły odkopać ładunki ale nie udało im się. Josef Valčík i członek ruchu oporu Antonín Moravec zostali ostrzeżeni przez żandarma i udało im się uniknąć zasadzki gestapo. Druga grupa miała mniej szczęścia. Arnošt Mikš ranny w strzelaninie popełnił samobójstwo a Bohuslav Kouba ukrył się w jego kwaterze a następnie na posterunku w Kutnej Horze. Tam jednak dowiedział się, że dzięki znalezionym przy Mikšy notatkach na jego ślad trafiło gestapo, dlatego 3 maja popełnił samobójstwo za pomocą trucizny, by chronić kolegów. Bublík z Hrubým udali się do miasta Uherské Hradiště, ale okazało się, że ich osoba kontaktowa została uwięziona, w związku z tym wrócili do Pragi.
Podczas szeroko zakrojonej akcji poszukiwania członków ruchu oporu po zamachu na Reinharda Heydricha Josef Bublík i Jan Hrubý zostali ukryci przez organizację podziemną w krypcie soboru św. św. Cyryla i Metodego w Pradze. 18 czerwca 1942 grupa została wykryta przez nazistów w efekcie zdrady Karela Čurdy i Viliama Gerika. W nierównej walce z ponad 800 funkcjonariuszami SS i Gestapo po wyczerpaniu się amunicji popełnili samobójstwo wraz z innymi spadochroniarzami: wykonawcami zamachu na Reinharda Heydricha – Jozefem Gabčíkiem, Janem Kubišem oraz Adolfem Opálką, Josefem Valčíkiem i Jaroslavem Švarcem.